# A Pallas nagy lexikona

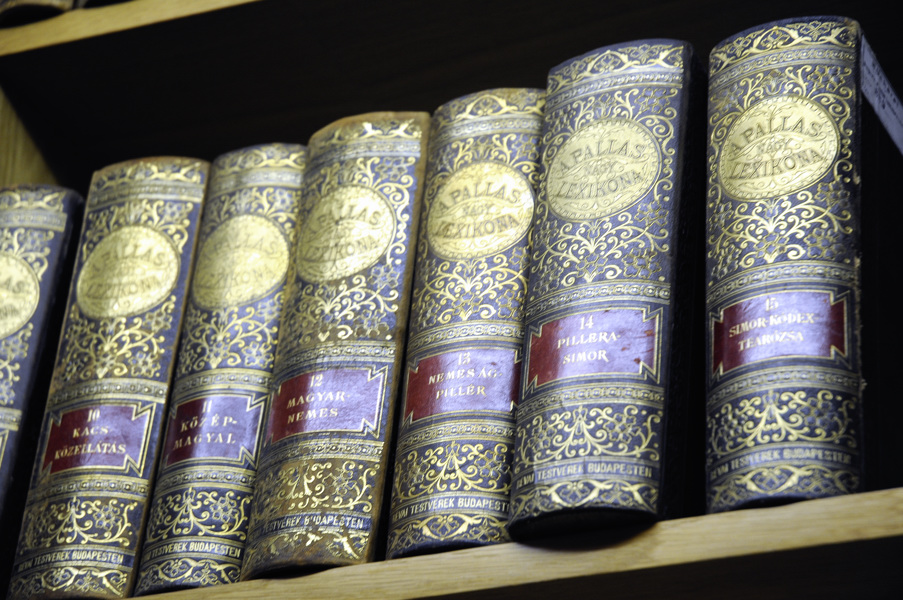
A Pallas nagy Lexikon

A Pallas nagy lexikona (doslova Pallasův velký lexikon) je univerzální rozsáhlá encyklopedie v maďarském jazyce, která poprvé vyšla v Budapešti na konci 19. století. Je první encyklopedií v maďarštině, která nebyla založena na překladu z jiných jazyků. 
Postupně vycházela letech 1893 – 1897 v Budapešti ve vydavatelství A Pallas Irodalmi és Nyomdai Rt. (Doslova Pallasova literární a vydavatelská akciová společnost). V roce 1900 byly vydány dva díly dodatků. Encyklopedie tímto dosáhla rozsahu celkem 18 svazků, obsahujících více než 150 000 hesel. Hlavním redaktorem byl József Bokor. Autory byli renomovaní uherští vědci, z nichž velká část byla členy uherské akademie věd. Na její tvorbě spolupracovalo více než 300 autorů, mezi nimi i někteří Slováci jako např. Kornel Dívald. 
V roce 1911 převzala encyklopedii společnost Révai testvérek Rt. (Doslova Bratři Révaiové a. s.) a následně ji vydali pod názvem Révai Nagy lexikon. V 20. a 30. letech 20. století dosáhla v Maďarsku velké popularity. Poslední vydání vyšlo v roce 1935 v rozsahu 21 svazků.
V roce 1998 společnost Arcanum adatbázis Kft. encyklopedii kompletně zdigitalizovala a prodávala na CD.
Encyklopedie je dostupná na internetu prostřednictvím projektu Magyar elektronikus Könyvtár (MEK; Maďarská elektronická knihovna) zemské Széchényiho knihovny.  